# Zurich (Kansas)
Pour les articles homonymes, voir Zurich (homonymie).
Zurich est un village situé dans le comté de Rooks, Kansas, États-Unis d'Amérique. Lors du recensement de 2000, la ville comptait 126 habitants.

## Géographie
Zurich est située à 39° 13′ 58″ N, 99° 26′ 05″ O.
D'après le United States Census Bureau, la ville a une surface de 0,4 km2.